# Chthonerpeton tremembe
Chthonerpeton tremembe é uma espécie de anfíbio gimnofiono da família Typhlonectidae. Está presente no Brasil. A UICN classificou-a como deficiente de dados.